# 大气污染控制
大气污染控制是为了对付大气污染物而采取的污染物排放控制技术和控制污染物排放政策，各种工业排放的特殊气体污染物，比较容易通过改变生产工艺或甚至关闭、迁移工厂的方式解决。目前主要的大气污染物是由于燃烧化石燃料产生的烟尘、二氧化碳和硫化物，以及汽车尾气排放的一氧化碳、碳氢化合物和氮氧化物。
煤和石油都是上古时代的动物和植物遗骸形成的，统称为化石燃料，是目前人类的主要能源来源，工业燃料产生的烟尘比较容易控制，有成熟的技术。硫化物是形成酸雨的主要原因，但处理硫化物的投资较高，一般用石灰水吸收，形成硫化钙（石膏）回收，可用于制造水泥或改良土壤。二氧化碳是造成全球变暖温室效应的主要原因，也是最难处理和削减的污染物，只能以改变能源结构，采用清洁能源的方式削减。
工业大气污染物的控制是主要的，但用于生活燃料造成的大气污染却是普遍的，尤其是用于家家户户取暖的燃煤污染是很难处理的，只能采取集中供热和改变燃煤为燃气的方式减少污染物排放，但集中供热需要投资大，必须以经济发展为前提。
汽车尾气排放的一氧化碳和碳氢化合物是由于汽油燃烧不完全造成的，需要不断改良汽车的燃烧效率，但悖论是汽车燃烧效率越高，排放的一氧化碳和碳氢化合物越少，排放的氮氧化物会提高，随着汽车数量的增加，随着对汽车尾气排放要求越严格，氮氧化物污染成为发达国家的主要应对问题。